# Thiratoscirtus
Thiratoscirtus Simon, 1886 è un genere di ragni appartenente alla famiglia Salticidae.

## Distribuzione
Delle sette specie oggi note di questo genere, ben 5 sono diffuse in Africa (due sono endemiche del solo Camerun), e due in America meridionale.

## Tassonomia
La dizione Theratoscirtus, presente in qualche lavoro, è da considerarsi un errore di scrittura.
A dicembre 2010, si compone di sette specie:
- Thiratoscirtus capito Simon, 1903 — Africa occidentale, Bioko (Golfo di Guinea)
- Thiratoscirtus cinctus (Thorell, 1899) — Camerun
- Thiratoscirtus fuscorufescens Strand, 1906 — Camerun
- Thiratoscirtus niveimanus Simon, 1886 — Brasile
- Thiratoscirtus patagonicus Simon, 1886[2] — Argentina
- Thiratoscirtus torquatus Simon, 1903 — Africa occidentale
- Thiratoscirtus versicolor Simon, 1902 — Sierra Leone

### Specie trasferite
- Thiratoscirtus affinis Caporiacco, 1954; trasferita al genere Eustiromastix con la denominazione provvisoria di Eustiromastix affinis (Caporiacco, 1954); un lavoro dell'aracnologa Galiano del 1979 ha riconosciuto la sinonimia di questi esemplari con Eustiromastix major Simon, 1902[1].
- Thiratoscirtus riojanus Mello-Leitão, 1941; trasferita al genere Aphirape con la denominazione di Aphirape riojana (Mello-Leitão, 1941)[1].